# Valbrona
Valbrona é uma comuna italiana da região da Lombardia, província de Como, com cerca de 2.446 habitantes. Estende-se por uma área de 13 km², tendo uma densidade populacional de 188 hab/km². Faz fronteira com Abbadia Lariana (LC), Asso, Canzo, Lasnigo, Mandello del Lario (LC), Oliveto Lario (LC), Valmadrera (LC).

## Demografia
| Variação demográfica do município entre 1861 e 2011                               |
|                                                                                   |
| Fonte: Istituto Nazionale di Statistica (ISTAT) - Elaboração gráfica da Wikipedia |